# Mamsell' Napoleon
Mamsell' Napoleon (též psáno jen Mamsell Napoleon) je jednoaktová opereta českého skladatele Oskara Nedbala, jejíž libreto napsali vídeňští libretisté bratři Arnold a Emil Golzovi. Premiéru měla v roce 31. ledna 1919 ve vídeňském kabaretu Die Hölle. V českých zemích byla poprvé uvedena až o deset let později na pražské Malé scéně (Kleine Bühne) Nového německého divadla.

## Vznik, historie a hudba operety
Oskar Nedbal napsal jednoaktovou operetu Mamsell' Napoleon na sklonku svého působení ve Vídni roku 1918. Mezi Nedbalovými operetami je výjimečná svou krátkostí i tím, že se jedná o práci pro kabaretní scénu a nikoli pro velké operetní divadlo. Vystupují v ní pouze tři postavy. Libretisté, bratři-dvojčata Arnold (1866–1944) a Emil (1866–1942) Golzové (vl. jm. Goldsteinové), také nepsali většinou texty pro velká jména stříbrného věku vídeňské operety, ale kabaretní výstupy, burlesky a revue. I v Mamsell' Napoleon spíše než prostý příběh je těžištěm groteskní konfrontace obyčejného člověka (starožitníka nesoucího příjmení rodiny matky obou libretistů „Heim“), historické osobnosti a mytologické postavy. Nedbalova hudba je s ohledem na námět nenáročná, přesto velmi živá a přiléhavá s hudebními vtipy (např. prokombinování motivu Marseillaisy symbolizující Napoleona s motivem z Offenbachovy Krásné Heleny), navíc brilantně instrumentovaná.
Původní vídeňská inscenace dala vzniknout stejnojmennému němému filmu v režii Josepha Bendinera. Rachel / Helenu hrála Charlotte Böcklinová, starožitníka Heima Walter Formes a Gascarda / Napoleona Rolf Brunner.
Tato operetní drobnost z Vídně dlouho nepronikla. Za Nedbalova působení v pozici ředitele a šéfdirigenta Slovenského národního divadla v Bratislavě tam byla – po přepracování – uvedena v rámci komponovaného pořadu Z Prešporka do Bratislavy (premiéra 7. května 1927). V následujícím roce se vedle pražské Kleine Bühne – kde ji o premiéře dirigoval sám Nedbal – hrála též ve Varšavě.
Klavírní výtah operety vydal roku 1919 C. Schmidt v Salcburku a roku 1920 Mozartův dům ve Vídni.

## Děj operety
Chudý podporučík Gascard se marně uchází o Rachel, dceru starožitníka Heima: její otec takový svazek striktně odmítá. Když Heim usne, zjeví se mu ve snu dvě postavy, které ho vždy fascinovaly, císař Napoleon a Helena Trójská (hrají je stejní herci/zpěváci jako Gascarda a Rachel). Ty si navzájem vyprávějí svá dobrodružství. Starožitník si při jejich rozhovoru uvědomuje, jakou moc má láska – a že i Napoleon býval chudým podporučíkem. Když procitne, usmíří se se svou dcerou a přestane bránit její lásce.